# Furious 7
Furious 7, també coneguda com Fast & Furious 7, és una pel·lícula d'acció dirigida per James Wan i escrita per Chris Morgan. És la setena de la saga. És protagonitzada per Vin Diesel, Paul Walker, Michelle Rodriguez, Jordana Brewster, Tyrese Gibson, Chris Bridges, Dwayne Johnson, Lucas Black i Jason Statham. Walker no va poder acabar de gravar les seves escenes causa de la seva mort, motiu pel qual al final de la pel·lícula han afegit una escena en el seu honor. Aquesta pel·lícula passa després dels fets ocorreguts a Tokyo Drift. Ha estat subtitulada al català.
El rodatge va començar al setembre de 2013, sent suspès al desembre després de la mort de Walker, i reprenent l'abril de 2014, finalitzant definitivament el juliol del mateix any. L'1 de novembre de 2014 van presentar el tràiler. A la Super Bowl XLIX es va presentar un espot d'aquesta pel·lícula i el 5 de febrer del 2015 se va presentar el segon tràiler. El febrer de 2015 es va confirmar que el film seria estrenat a Imax. El març de 2015 es va confirmar que el film s'estrenaria de manera internacional.

## Repartiment
- Paul Walker com a Brian O'Conner
- Vin Diesel com a Dominic Toretto
- Dwayne Johnson com a Luke Hobbs
- Michelle Rodriguez com a Letty Ortiz
- Tyrese Gibson com a Roman Pearce
- Chris Bridges com a Tej Parker
- Jordana Brewster com a Mia Toretto
- Djimon Hounsou com a Mose Jakande
- Tony Jaa com a Kiet
- Ronda Rousey com a Kara
- Nathalie Emmanuel com a Megan Ramsey
- Kurt Russell com a Frank Petty
- Jason Statham com a Deckard Shaw
- Elsa Pataky com a Elena Neves
- John Brotherton com a Sheppard
- Ali Fazal com a Zafar

Noel Gugliemi va repetir el seu paper d'Hector de la primera pel·lícula, com a organitzador de carreres de carrer. Luke Evans i Lucas Black també van repetir els seus rols en entregues anteriors de Owen Shaw i Sean Boswell respectivament. Sung Kang, Gal Gadot, Bow Wow i Nathalie Kelley apareixen en imatges d'arxiu com a Han Seoul-Oh, Gisele Yashar, Twinkie i Neela respectivament. Iggy Azalea apareix fent un cameo i va contribuir en la banda sonora. Bachata i Anthony Santos també apareixen fent un cameo de si mateixos.

## Producció

### Desenvolupament
El 4 d'abril de 2013, Justin Lin, director des de la franquícia des de The Fast and the Furious: Tokyo Drift, va anunciar que no repetiria com a director, ja que l'estudi tenia pensat accelerar l'estrena a l'estiu de 2014. Això significava que la pre-producció de la pel·lícula comencés durant la postproducció de Fast & Furious 6, fent que es ressentís la qualitat de pel·lícula. Tot i la usual espera de dos, tres anys entre entrega i entrega, Universal es va voler afanyar a fer la seqüela arran de la poca quantitat de franquícies d'alt èxit que té. No obstant això, les subseqüents entrevistes de Lin ja donaven per fet que la sisena entrega era l'última dirigida per ell. A l'abril de 2013, James Wan, conegut bàsicament per pel·lícules de terror, va ser presentat com a nou director, amb Neal Moritz novament com a productor i Chris Morgan com a escriptor. El 16 d'abril de 2013, Vin Diesel va anunciar que la seqüela s'estrenaria l'11 de juliol de 2014. El maig d'aquell mateix any va afegir que l'acció tindria lloc a: Los Angeles, Tòquio i l'Orient Mitjà.

### Càsting
Diesel i Paul Walker van ser els primers a confirmar els papers. Dwyane Johnson digué que si Universal seguia pressionant l'acceleració de l'estrena, ell possiblement no podria participar per conflictes amb la pel·lícula Hercules. No obstant això la producció va començar el setembre, i ell va confirmar el retorn a la pel·lícula. L'agost de 2013, Kurt Russell va dir que participaria en la pel·lícula, i Diesel ho va confirmar en el moment de penjar una foto d'una escena de la pel·lícula en Facebook. L'agost de 2013, la lluitadura professional d'arts marcials mixtes Ronda Rousey va anunciar que s'unia al repartiment, l'actor tailandès d'arts marcials Tony Jaa també va confirmar la seva incorporació, debutant d'aquesta manera a Hollywood. Aquell mateix any, es va reportar que Denzel Washington havia refusat el seu paper en la pel·lícula, i que Universal estava buscant una nova estrella per aparèixer en una vuitena part. També es va confirmar que Lucas Black reapareixeria per confirmar el seu paper a Furious 7 i en dues entregues més.

### Rodatge
El rodatge va començar a principis de 2013 a Atlanta. Abu Dhabi també ha estat un dels lloc del rodatge, L'autopista Pikes Peak de Colorado va ser tancada aquell mateix mes per rodar les escenes de conducció.
El 30 de novembre de 2013, en un descans durant el rodatge, Paul Walker, qui interpreta a Brian O'Conner, va morir en un accident de cotxe. L'endemà, Universal va anunciar que la producció de la pel·lícula continuaria després d'una pausa per reelaborar-la. El 4 de desembre, Universal va especificar que la pausa era indefinida. Posteriorment, Wan va confirmar que tot i així no es cancel·laria. El 22 de desembre, Diesel publicà al seu Facebook que la pel·lícula s'estrenaria el 10 d'abril de 2015. El 27 de febrer de 2014, The Hollywood Reporter va informar que el rodatge es reprendria l'1 d'abril i que ho faria a Atlanta per gravar vuit escenes de tiroteig i que acabaria el 10 de juny.

### Tancament d'escenes[27]
Quan va passar un temps de la mort de l'actor Paul Walker, Universal va confirmar la continuació de la pel·lícula. Això causà que al llarg de tota la pel·lícula els espectadors esperessin constantment la mort de Brian O'Conner, el personatge interpretat per Walker. La sorpresa fou que aquesta mort no va arribar mai, a ulls de l'espectador Brian O'Conner seguia viu en finalitzar la pel·lícula. Aquest fet es deu a l'acció de Peter Jackson, el qual va utilitzar la tecnologia de CGI per "reviure" l'actor i poder acabar la pel·lícula.
CGI són les sigles de computer-generated imaginery, és a dir, una tècnica que permet la creació d'imatges amb ordinador. No és la primera vegada que el cinema utilitza aquesta tecnologia, de fet fa més de 20 anys que s'utilitza. Un exemple seria el seu ús a la pel·lícula "El Cuervo" on aquesta tecnologia es va utilitzar per reviure a Brandon Lee, el qual va morir durant el rodatge. Un altre exemple el trobaríem a la pel·lícula "Gladiator", la tecnologia es va utilitzar per acabar les escenes d'Oliver Reed, el qual va morir sobtadament durant el rodatge. Cal esmentar que en els exemples anteriors aquesta tecnologia encara era molt rudimentària i que, en el cas de Furious 7, la tecnologia ja era molt més avançada i quasi no es podien distingir les preses originals de les creades digitalment.
Pel que fa l'ús del CGI aplicat a Furious 7 en concret, cal destacar els motius del seu gran èxit: aquesta tecnologia funciona amb l'ús d'escenes ja rodades de l'actor en qüestió i es recreen les faccions d'aquest a la cara d'un especialista, complementades amb tècniques d'animació per assegurar un moviment natural coordinat amb els moviments de l'especialista. El motiu pel qual va funcionar tan bé aquesta tècnica a Furious 7 és que els especialistes utilitzats eren els germans de Paul Walker, Caleb i Cody Walker. Els germans van passar setmanes aprenent a actuar com el seu difunt germà, els seus moviments, postura... se'ls va utilitzar per escenes en què apareixien d'esquena a la càmera i no se'ls veia el rostre, o bé mirant a càmera i, gràcies a la tecnologia del CGI, la cara que es veia era la de Paul Walker. Un exemple seria l'escena final de la pel·lícula, un dels germans simula la postura de Paul Walker i, mitjançant el CGI, s'utilitza metratge ja gravat del difunt actor i es construeix el seu rostre en el del seu germà.Molts experts creuen que els encarregats del muntatge de la pel·lícula ja disposaven d'un model en 3D del rostre de l'actor, ja que en aquest tipus de pel·lícules d'acció és molt habitual haber de projectar el rostre del personatge en el seu especialista per a les escenes més perilloses. A més a més, s'ha confirmat l'ús d'escenes d'altres pel·lícules de la saga que no es van arribar a utilitzar, i es va adaptar el guió per tal que aquestes encaixessin a la pel·lícula. Per acabar, cal destacar l'immens cost de la utilització d'aquesta tecnologia. És una tecnologia molt cara d'utilitzar, requereix molt de temps i moltes persones involucrades, cada pla és únic i el cost variarà segons la complexitat de l'escena. Segons la informació que aportava fa un temps la premsa estatunidenca, el retard en el rodatge causat per la mort de Paul Walker sumat als costos de la tecnologia de CGI va augmentar els costos de la pel·lícula en 50 milions de dòlars.

### Especialistes

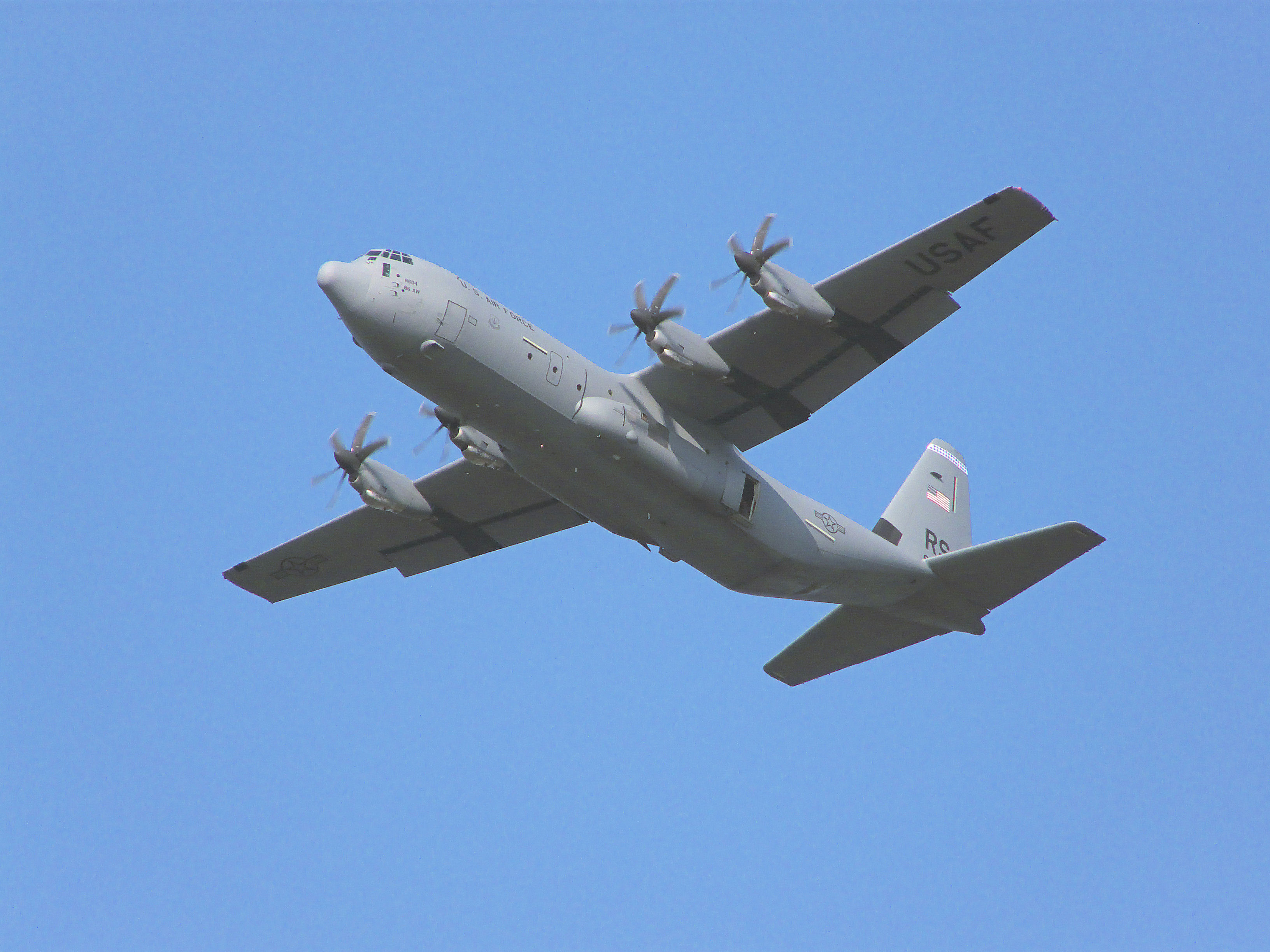
El Lockheed C-130 Hercules de 58 anys que va ser usat per portar els cotxes a 3.600 metres d'alçada, sobre el desert de Sonora, fent-los caure a 200-230 km/h.

L'escena "caiguda des de l'aire" ha estat realitzada per l'equip d'especialistes de Spiro Razatos. Equip que ja va supervisar les dues entregues anteriors; Fast Five i Fast & Furious 6. Razatos explicà a Business Insider que volia la realitat dels especialistes abans de la CGI per donar d'aquesta manera una sensació de realitat, d'acord amb les expectatives de l'audiència. L'equip d'especialistes es va passar mesos per preparar l'escena i resoldre els possibles problemes que poguessin sorgir. Van haver de muntar un seguit de càmeres als vehicles que no es veiessin i que no es destruïssin en el moment de l'aterratge. Van realitzar fins a sis assajos de l'escena tirant un sol cotxe. Els cotxes van ser llençats des d'un Lockheed C-130 Hercules sobre el desert de Sonora, tot i que les escenes on els cotxes estan a prop del terra es van rodar a Colorado. Van ser dos els avions que van volar a 3.600 metres d'altitud, tirant una parella de cotxes cada un. Els paracaigudes BRS van ser assegurats abans de col·locar-los als cotxes. Van ser oberts a uns 1500 metres d'altura. Més de 10 càmeres van ser usades per la seqüència. A més a més de les càmeres del terra hi havia càmeres a l'interior dels avions i tres més a la carrosseria de cada cotxe. Més càmeres van ser col·locades en un helicòpter, on Razatos estava mirant pels monitors. Tres paracaigudistes amb càmeres al casc, que van saltar abans i després dels cotxes van completar el set de càmeres.
L'escena on en Brian escala per l'autobús que està a punt de caure per un precipici va ser rodat per un especialista, sense fer ús dels efectes especials. El rodatge d'aquesta escena juntament amb la que en Dom i el seu equip rescata a Ramsey gairebé no es roda per la pràctica absència d'impostos a Colorado. Originalment es va voler rodar a Geòrgia on s'ofereix incentius fiscals per a la producció de pel·lícules i posteriorment editar-ho per ordinador, però Razatos es va negar a fer-ho en elegar que el públic ho veuria i no tindria una bona sensació. Finalment l'escena es va rodar a Colorado.

## Banda sonora
La banda sonora va ser composta per Brian Tyler, qui ja va compondre les anteriors entregues des de Tokyo Drift. "Hi ha un component emocional a Fast & Furious 7, que és únic", va dir Tyler en relació amb la seva experiència passada. "Crec realment que la gent se sorprendrà amb ella." La banda sonora es va posar a la venda el 17 de maig de 2015 a mans d'Atlantic Records.
La pel·lícula té les següents cançons:
- Go Hard or Go Home (Wiz Khalifa i Iggy Azalea)[38]
- Ride Out (Kid Ink, Tyga, Wale, YG i Rich Homie Quan)[39]
- My Angel (Prince Royce)
- Get Low (Dillon Francis i DJ Snake)
- See You Again (Wiz Khalifa i Charlie Puth)
- Ay Vamos (J Balvin, Nicky Jam i French Montana)